# Robechies
Robechies (en wallon Robchiye) est une section de la ville belge de Chimay, située en Région wallonne dans la province de Hainaut. Robechies se trouve sur le territoire du Parc national de l'Entre-Sambre-et-Meuse (ESEM).
C'était une commune à part entière avant la fusion des communes de 1977.

## Évolution démographique
- Sources : INS, Rem. : 1831 jusqu'en 1970 = recensements, 1976 = nombre d'habitants au 31 décembre.

## Histoire
En 1907, on a découvert et fouillé un cimetière belgo-romain.
Le village a dû faire partie du domaine primitif du chapitre Sainte-Monégonde et se développer au Xe siècle ou au XIe siècle. Une chapelle, succursale de Salles, est citée à partir de 1182.
Dès le XIIe siècle, Robechies appartient au seigneur de Chimay. En 1406, on n’y dénombre que 5 foyers et 6 en 1424, 1444 et 1469, mais au début du XVIIe siècle, on compte une quinzaine de ménages.
La moitié de la superficie du village était couverte par les bois de la seigneurie de Chimay mais les habitants y avaient certains usages. La fabrication du charbon, combustible pour les forges de la région, a longtemps donné du travail aux habitants. Avant la dernière guerre, existait une scierie qui occupait 26 ouvriers. On y cultivait des céréales.

## Patrimoine et culture

### Patrimoine architectural
- Eglise Saint-Nicolas. Edifiée en 1839 en calcaire de style néo-classique et d'un chœur de style gothique qui remonte au XVIIe siècle[2].

## Personnalité
- Célestin Alfred Cogniaux, botaniste (Robechies 1841 - Genappe 1916)